# Nationale Progressieve Beweging
De Nationale Progressieve Beweging (Vietnamees: Phong trào Quốc gia Cấp tiến) was een politieke partij in Zuid-Vietnam die van 1969 tot 1975 bestond.

## Geschiedenis
De Nationale Progressieve Beweging werd in 1969 opgericht als oppositiepartij tegen het bewind van president Nguyen Van Thieu. De partij stond onder leiding van professor Nguyen Van Bong, die in 1971 werd vermoord. Zijn opvolger was professor Nguyen Ngoc Huy. Deze laatste besloot in 1973 om de Nationale Progressieve Beweging te doen opgaan in de Sociaal-Democratische Alliantie, een federatie van politieke partijen die werd aangevoerd door president Nguyen Van Thieu. Met de opname van de Nationale Progressieve Beweging binnen de Sociaal-Democratische Alliantie kwam er een einde aan het laatste beetje oppositie tegen het regime van Thieu. Na de val van Saigon (april 1975) en de instelling van een communistisch regime over Zuid-Vietnam, werd de Nationale Progressieve Beweging ontbonden. Nguyen Ngoc Huy wist echter kort voor de val van Saigon met behulp van de Amerikaanse ambassade Zuid-Vietnam te ontvluchtten en vestigde zich in de VS alwaar hij leiding gaf aan de Alliantie voor Democratie in Vietnam (Liên minh Dân chủ Việt Nam), de opvolger van de Nationale Progressieve Beweging.